# Associazione Sportiva e Comitato Olimpico Nazionale di Tuvalu
L'Associazione Sportiva e Comitato Olimpico Nazionale di Tuvalu (nota anche come Tuvalu Association of Sports and National Olympic Committee in inglese) è un'organizzazione sportiva tuvaluana, nata nel 2004 a Funafuti, Tuvalu.
Rappresenta questa nazione presso il Comitato Olimpico Internazionale (CIO) dal 2007 ed ha lo scopo di curare l'organizzazione ed il potenziamento dello sport a Tuvalu e, in particolare, la preparazione degli atleti tuvaluani, per consentire loro la partecipazione ai Giochi olimpici. L'associazione fa, inoltre, parte dei Comitati Olimpici Nazionali d'Oceania.
Il presidente dell'organizzazione era alla creazione Kausea Natano, mentre la carica di segretario generale è occupata da Nakibae Kitiseni.